# NGC 3745
NGC 3745 (również PGC 36001 lub HCG 57G) – galaktyka soczewkowata (E-S0), znajdująca się w gwiazdozbiorze Lwa. Odkrył ją Ralph Copeland 5 kwietnia 1874 roku. Wchodzi w skład zwartej grupy galaktyk zwanej Septetem Copelanda, Hickson 57 lub Arp 320.